# Pandemia di COVID-19 in Tanzania
Il primo caso della pandemia di COVID-19 in Tanzania è stato confermato il 16 marzo 2020.
Il 14 maggio 2020 il ministero della salute ha annunciato che non verranno pubblicati più i dati relativi ai contagi, ai decessi e alle guarigioni, dopo che il presidente John Magufuli ha affermato che i laboratori stavano segnalando falsi positivi.
Il 5 maggio 2023 l'Organizzazione mondiale della sanità dichiara ufficialmente la fine della pandemia.

## Antefatti
Il 12 gennaio 2020 l'Organizzazione mondiale della sanità (OMS) ha confermato che un nuovo coronavirus era la causa di una nuova infezione polmonare che aveva colpito diversi abitanti della città di Wuhan, nella provincia cinese dell'Hubei, il cui caso era stato portato all'attenzione dell'OMS il 31 dicembre 2019.
Sebbene nel tempo il tasso di mortalità del COVID-19 si sia rivelato decisamente più basso di quello dell'epidemia di SARS che aveva imperversato nel 2003, la trasmissione del virus SARS-CoV-2, alla base del COVID-19, è risultata essere molto più ampia di quella del precedente virus del 2003, ed ha portato a un numero totale di morti molto più elevato.

## Andamento dei contagi
| Data | Data       |  | Numero di casi | Numero di morti |
| --- | ---------- |  | -------------- | --------------- |
| 16-03-2020 | 16-03-2020 |  | 1(N.D.)        |                 |
| 17-03-2020 | 17-03-2020 |  | 1(=)           |                 |
| 18-03-2020 | 18-03-2020 |  | 3(+200%)       |                 |
| 19-03-2020 | 19-03-2020 |  | 6(+100%)       |                 |
| ⋮ | ⋮          |  | 6(=)           |                 |
| 22-03-2020 | 22-03-2020 |  | 12(+100%)      |                 |
| ⋮ | ⋮          |  | 12(=)          |                 |
| 25-03-2020 | 25-03-2020 |  | 13(+8,3%)      |                 |
| ⋮ | ⋮          |  | 13(=)          |                 |
| 28-03-2020 | 28-03-2020 |  | 14(+7,7%)      |                 |
| 29-03-2020 | 29-03-2020 |  | 14(=)          |                 |
| 30-03-2020 | 30-03-2020 |  | 19(+36%)       |                 |
| 31-03-2020 | 31-03-2020 |  | 19(=)          | 1(N.D.)         |
| 01-04-2020 | 01-04-2020 |  | 20(+5,3%)      | 1(=)            |
| 02-04-2020 | 02-04-2020 |  | 20(=)          | 1(=)            |
| 03-04-2020 | 03-04-2020 |  | 20(=)          | 1(=)            |
| 04-04-2020 | 04-04-2020 |  | 20(=)          | 1(=)            |
| 05-04-2020 | 05-04-2020 |  | 22(+10%)       | 1(=)            |
| 06-04-2020 | 06-04-2020 |  | 24(+9,1%)      | 1(=)            |
| 07-04-2020 | 07-04-2020 |  | 24(=)          | 1(=)            |
| 08-04-2020 | 08-04-2020 |  | 25(+4,2%)      | 1(=)            |
| 09-04-2020 | 09-04-2020 |  | 25(=)          | 1(=)            |
| 10-04-2020 | 10-04-2020 |  | 32(+28%)       | 3(+200%)        |
| ⋮ | ⋮          |  | 32(=)          | 3(=)            |
| 13-04-2020 | 13-04-2020 |  | 49(+53%)       | 3(=)            |
| 14-04-2020 | 14-04-2020 |  | 53(+8,2%)      | 3(=)            |
| 15-04-2020 | 15-04-2020 |  | 88(+66%)       | 4(+33%)         |
| 16-04-2020 | 16-04-2020 |  | 94(+6,8%)      | 4(=)            |
| 17-04-2020 | 17-04-2020 |  | 147(+56%)      | 5(+25%)         |
| 18-04-2020 | 18-04-2020 |  | 147(=)         | 5(=)            |
| 19-04-2020 | 19-04-2020 |  | 170(+16%)      | 7(+40%)         |
| 20-04-2020 | 20-04-2020 |  | 254(+49%)      | 10(+43%)        |
| 21-04-2020 | 21-04-2020 |  | 254(=)         | 10(=)           |
| 22-04-2020 | 22-04-2020 |  | 284(+12%)      | 10(=)           |
| 23-04-2020 | 23-04-2020 |  | 284(=)         | 10(=)           |
| 24-04-2020 | 24-04-2020 |  | 299(+5,3%)     | 10(=)           |
| ⋮ | ⋮          |  | 299(=)         | 10(=)           |
| 29-04-2020 | 29-04-2020 |  | 480(+61%)      | 16(+60%)        |
| ⋮ | ⋮          |  | 480(=)         | 16(=)           |
| 14-05-2020 | 14-05-2020 |  | 509(+6%)       | 21(+31%)        |
| Fonti: - Ministero della sanità della Tanzania - Ultimo aggiornamento: 14.05.2020 - La Tanzania ha deciso momentaneamente di non pubblicare più aggiornamenti riguardanti l'andamento della pandemia nel paese. |            |  |                |                 |

## Cronologia

### Marzo
Il 16 marzo è stato confermato il primo caso in Tanzania ad Arusha, si trattava di una tanzaniana di 46 anni che era tornata dalle vacanze in Europa e atterrata ad Arusha con un volo proveniente dal Belgio.
Il 17 marzo il primo ministro Kassim Majaliwa ha annunciato una serie di misure, tra cui la chiusura delle scuole.
Il 19 marzo sono stati segnalati due nuovi casi, portando il totale a sei. Cinque casi erano situati nella capitale di Dar es Salaam con l'altro a Zanzibar.
Il 23 marzo il governo ha annunciato che tutti i viaggiatori in arrivo dai paesi colpiti da COVID sarebbero stati messi in quarantena a proprie spese per 14 giorni.
Il 25 marzo è stato annunciato che Zanzibar ha registrato il suo secondo caso.
Il 28 marzo è stato registrato un terzo caso a Zanzibar.
Il 31 marzo è stata registrata la prima morte di COVID, a Dar es Salaam.

### Aprile
Il 12 aprile tutti i voli passeggeri internazionali sono stati sospesi.
Il 13 aprile è stato annunciato che c'erano 14 nuovi casi sulla terraferma e tre nuovi casi a Zanzibar. Inoltre, furono annunciati due recuperi a Zanzibar.
Il 17 aprile 53 persone sono risultate positive, 38 a Dar es Salaam, 10 a Zanzibar, 1 a Mwanza, 1 a Pwani, 1 a Lindi e 1 a Kagera, portando il totale a 147 e la morte cumulativa di 5 persone.
Il 22 aprile il Primo Ministro ha annunciato che il conteggio dei casi è salito a 284, con 11 recuperati e il bilancio delle vittime rimasto a 10.
Il 29 aprile l'ultimo giorno in cui sono avvenuti i conteggi ufficiali relativi alla pandemia furono registrati 509 nuovi casi e 21 decessi relativi al virus. Le affermazioni da parte dell'ambasciata statunitense nel paese sulla situazione relativa al virus sono stati ritenuti infondati e esagerati.

### Maggio
Il 2 maggio il leader dell'opposizione Freeman Mbowe ha chiesto la sospensione del parlamento per almeno tre settimane dopo la morte di tre parlamentari (Gertrude Rwakatare, Richard Ndassa e Augustine Mahiga) per cause sconosciute negli undici giorni precedenti. Ha chiesto il test per tutti i parlamentari, il personale parlamentare e i membri della famiglia.
Il 4 maggio il presidente John Magufuli ha sospeso il responsabile dei test presso il laboratorio sanitario nazionale della Tanzania dopo che il laboratorio avrebbe restituito risultati falsi positivi. Magufuli disse che aveva deliberatamente inviato campioni biologici da una papaya, una quaglia e una capra per testare l'accuratezza del laboratorio; il laboratorio avrebbe diagnosticato questi campioni come positivi per il coronavirus.
Le autorità tanzaniane hanno smesso di riportare i numeri dei casi a maggio. Numerosi camionisti si sono dimostrati positivi al confine con il Kenya e il Kenya ha chiuso il confine per non-cargo. I due paesi hanno concordato di fornire test e strutture per camionisti.
Il 21 maggio il Presidente ha annunciato che le scuole riapriranno il 1º giugno, gli sport riprenderanno dal 1º giugno e che i voli internazionali riprenderanno, senza alcuna quarantena, dal 27 maggio. Non sarà consigliata alcuna misura di prevenzione né verranno effettuati tamponi né altri test. Il presidente ha affermato che il paese avrebbe sconfitto il virus grazie a tre giorni di preghiera nazionale istituiti in precedenza.
Gli attivisti dell'opposizione hanno accusato il governo di nascondere la vera portata della pandemia, sostenendo che, mentre le statistiche ufficiali sono rimaste bloccate su 509 casi e 26 morti, senza test effettuati dal 4 maggio, almeno 412 sono morti solo a Dar es Salaam e che da 16.000 a 20.000 persone sono state contagiate in tutto il Paese.